# Santa Engracia del Jubera
Santa Engracia del Jubera – gmina w Hiszpanii, w prowincji La Rioja, w La Rioja, o powierzchni 86,07 km². W 2011 roku gmina liczyła 184 mieszkańców.